# Sylvie Oussenko
 (octobre 2011).
Si vous disposez d'ouvrages ou d'articles de référence ou si vous connaissez des sites web de qualité traitant du thème abordé ici, merci de compléter l'article en donnant les références utiles à sa vérifiabilité et en les liant à la section « Notes et références ».
Sylvie Oussenko est une cantatrice (mezzo-soprano) et écrivaine française née le 5 juin 1945 à Saint-Leu-la-Forêt (Seine-et-Oise). 

## Biographie
Après un baccalauréat classique (latin-grec), elle entre à l’Institut catholique de Paris, puis à la Sorbonne pour une licence de philosophie, tout en prenant des cours de chant avec Paul Derenne, puis avec Franz Müller-Heuser à Cologne et des cours d’art dramatique avec Dominique Rozan, sociétaire de la Comédie-Française.
Elle débute sur scène en 1977, dans le rôle de Mélisande dans Pelléas et Mélisande de Claude Debussy, à Besançon.
Elle travaille le répertoire avec la chef de chant Irène Aïtoff, avec laquelle elle donne son premier récital consacré à des lieder et mélodies de Franz Liszt en 1978 : de nombreux autres suivront. Elle obtient parallèlement un DEA en double cursus musicologie-psychologie à l'université Paris IV-Sorbonne.
Puis, optant pour le récital et l’oratorio, elle crée de nombreuses mélodies de Roger Calmel, Georges Delerue, Lucie Robert-Diessel, Noël Lee, Pierrette Mari, etc., qu’elle enregistre pour la radio de Cologne (WDR III).
Elle collabore en permanence avec les pianistes Françoise Tillard, Noël Lee, Lucie Robert-Diessel, et le chef d’orchestre Dominique Fanal.
Depuis les années 1990, elle consacre une partie de ses activités à la pédagogie mais aussi à la littérature : en effet, elle publie régulièrement depuis 2007 des ouvrages de fiction, des poèmes et des écrits sur la musique. Elle est aussi l’auteur de plusieurs pièces de théâtre.
En 2007-2008, elle interprète les intermèdes chantés de l'Impromptu de Lucerne, pièce de Michel Mourlet, accompagnée au piano successivement par Ismène de Dampierre et Émilie Moutin, au Festival Dumas de Villers-Cotterêts et à Combourg.
En 2013, sont mis en musique les Quatre Mythologiques par Michel Decoust, cycle de mélodies sur des poèmes de Sylvie Oussenko (extraits du recueil Pèlerinages).
Le 10 décembre 2013, elle épouse Gabriel Bacquier.

## Distinctions
- Chevalier des Arts et Lettres

## Publications
- Les Madrigaux de Bellone (nouvelles), éditions France Univers, 2007
- Chopin, éditions Eyrolles, 2009
- L'Opéra tout simplement, Eyrolles, 2009
- Schumann, éditions Eyrolles - 2010
- Pèlerinages, préface et illustrations de Gabriel Bacquier (poèmes), France Univers, 2010[3]
- Gabriel Bacquier, le génie de l'Interprétation (essai biographique), éditions MJW Fédition, 2011[4]
- Wagner, en collaboration avec François Poncet, Eyrolles, 2013
- Verdi, en collaboration avec Gabriel Bacquier, Eyrolles, 2013

Traductions
- Ludwig Tieck, Les Fils Aymon, Les Amours de la Belle Maguelone et de Pierre de Provence, La légende de Mélusine, Montpellier, éditions Grèges, 2008

## Discographie
- Mélodies italiennes avec Thierry Macé, piano (Concord, 1997)
- Nuits d’Eté de Berlioz et Wesendonk-Lieder de Wagner avec Noël Lee, piano (Tam Attitudes, 2001)